# Bergssjön, Västmanland
Bergssjön är en sjö i Sala kommun i Västmanland och ingår i Norrströms huvudavrinningsområde. Sjöns area är 0,036 kvadratkilometer och den är belägen 117 meter över havet.